# Шадиева, Зухра Турсуновна
Шадиева Зухра Турсуновна (узб. Shadieva Zuxra Tursunovna; род. 14 января 1973 года; Ташкент, УзССР, СССР) — узбекский политический деятель, специалист по международным экономическим отношениям. Депутат Законодательной палаты Олий Мажлиса Республики Узбекистан по международным делам и межпарламентским связям. Член Народно-демократической партии Узбекистана. Кандидат экономический наук. Доцент кафедры «Мировая экономика» Ташкентского государственного экономического университета.

## Биография
Шадиева Зухра Турсуновна родилась 14 января 1973 года в городе Ташкент. В 1996 году она окончила Ташкентский государственный экономический университет, а затем, в 2016 году — Лондонский университет Метрополитен, получив высшее образование по специальности международные экономические отношения. В 1997 году начала работать бухгалтером в районном филиале Народном банке. С 2001 по 2015 год ведущим специалистом в Республиканском фонде «Устоз», а затем и старшим преподавателем в Ташкентском государственном экономическом университете. Позже, она стала главным специалистом в компании сотовой связи «Коском». Через некоторое время она стала работать доцентом кафедры в Ташкентском государственном экономическом университете, доцентом Академии государственного управления при Президенте Республики Узбекистан, а потом заведующей кафедрой Ташкентского государственного экономического университета.